# Godofredo Ros de Ursinos
Godofredo Ros de Ursinos Calduch (Castellón de la Plana, 4 de junio de 1850-1924) fue un arquitecto español.

## Biografía
Se licenció en arquitectura en Barcelona en el año 1875. Fue arquitecto municipal de Castellón. Realizó importantes proyectos en la ciudad como el Teatro Principal de Castellón, la plaza la Paz o el paseo de la Alameda y también diversas edificaciones de estilo modernista valenciano como la casa de las Cigüeñas, casa Alcón, etc. Su hijo, Luis Ros de Ursinos, también sería arquitecto.

## Obras
- Paseo de la Alameda (más tarde llamada del Obelisco), 1876.
- Proyecto del convento de las Salesas, en Valencia, 1882.
- Teatro Principal de Castellón, 1894.
- Iglesia Parroquial de la Sagrada Familia, en Castellón. Estilo neomudéjar, 1900.
- Casa de las Cigüeñas, estilo modernista valenciano, 1912.
- Casa Alcón, en la plaza de la Independencia nùmero 5, en Castellón. Estilo modernista valenciano.
- Matadero de Vistabella del Maestrazgo, 1921.[2]
- Casa la Pradera, en Castellón, 1922.[3]
- Plaza la Paz, en Castellón.
- Convento de Nuestra Señora del Carmen, en Castellón, 1929. Obra póstuma.
- Convento de San José de Burriana, estilo neogótico, 1929. Obra póstuma.
- Ermitorio de Lledó. Obra póstuma.